# Chiesa di San Gaudenzio a Campoli
La chiesa di San Gaudenzio è un edificio sacro situato nei pressi della pieve di Campoli, nel comune di San Casciano in Val di Pesa.

## Storia
Venne ricordata per la prima volta come suffraganea della pieve di Campoli in un atto di vendita del 29 aprile 1056 in cui fu chiamata San Gaudenzio a Coniolo.
Nel 1260 si impegnò a pagare, per il rifornimento del castello di Montalcino solamente uno staio di grano. Nel Bullettone , il registro delle rendite della diocesi di Firenze, risultò tassata nel 1288 per quattro staia di grano. Nella decima pontificia del 1276 doveva pagare due lire e otto soldi mentre in quella del 1302 solo una lira e due soldi.
Nel 1337, forse a causa della povertà del suo territorio, il patronato passò ai parrocchiani che elessero rettore un certo Ranieri.
La chiesa venne soppressa e aggregata alla pieve nel 1986.

## Descrizione
La chiesa è stata restaurata nel 2008.
La chiesa appare nella forma neoclassica datale nel XIX secolo. In quell'occasione fu aggiunto un avancorpo porticato decorato da dentelli davanti alla facciata.
Da questa chiesa proviene una pala con la Madonna col Bambino tra i Santi Gaudenzio, Francesco e Antonio abate di Jacopo Confortini oggi nella pieve di Santo Stefano.